# نيتيرو
إسحاق نيتيرو (ネテロ, Netero) هو رئيس جمعية الصيادين التي يقودها أقوى 12 صيادًا يُسمَّون بـ "الزودياك" في سلسلة هنتر x هنتر، وهو رئيس لجنة اختيار المشاركين في امتحان الصيادين، وأحد أكبر وأقوى الشخصيات في السلسلة.

## الشخصية
نيتيرو شخصية مضحكة ومع نفس الوقت مخيفه، فهو يحب المزاح مع الناس، بينما هو شخص قوي كفاية لهزيمة أحد الحراس الملكيين، هو يبتسم دائما عندما يكون على حافة الموت، وابتسامته مرعبة للغاية . ومع ذلك هو شخص لطيف جدا لدرجة انه يضحي لنفسه من اجل الناس.

## القدرات
نيتيرو هو مستخدم نين قوي للغاية، فقد حاز على لقب أقوى مستخدم نين قبل نصف قرن، ويقال أنّه وبفضل تدفق الهالة الساكن خاصّته، فلا أحد يستطيع توقّع حركاته، بينما كمية هالته رهيبة للغاية، والتي أدهشت صيادًا من مستوى موراو الّذي وصفها وكأنّ جسده يتم وخزه بالإبر، إلاّ أن كولت قال أنها لا تقارن حتّى بهالة أحد الحراس الثلاثة، ومع ذلك، استطاع التخلّص من نيفيربيتو في رمشة عين وإلحاق أضرار جسيمة بميرويم بواسطة قدرته «اليد صفر» ليظهر بالتّالي أنّه يتقن هذا الفن باحتراف تام.

## القتالات
كانت أول مواجهات نيتيرو مع غون وكيلوا في تحدي لجعل نيتيرو يستخدم كلا من ذراعيه وقديميه في لعبة خطف الكرة وبعد جهد كبير من جون وكيلوا تمكنوا من جعل نيتيرو يستخدم كلا من يديه ؛ النزال الآخر كان مع ملك النمل ميرويم وفيه استخدم نيتيرو جميع قدراته وقد نال احترام الملك لأنه اقوى من واجه وأدى أيضا إلى تغير فكر الملك عن البشر، استخدام نيتيرو أقوى هجوم له «اليد صفر» أدى ذلك إلى إصابة الملك لكن نيتيرو كان قد استهلك كل طاقته ومن ثم لجأ نيتيرو إلى حيله حيث قام بزرع قنبله في مكان المعركة تفعل آتنا توقف قلب نيتيرو عن العمل (استخدم نيتيرو هذه الحيلة حتى يبين للملك الفرق بين العقل البشري المتجدد والمتطور، بأن البشر لا يملكون القوة الجسدية فقط بل أيضا يملكون العقل للتدمير).